# Reine Schmaltz
Reine Schmaltz (* 1776 in Lorient als Reine-Renée Marais; † 1845) war die Gouverneursfrau an Bord der Méduse, berühmt geworden durch Das Floß der Medusa.
Reine-Renée Marais wurde 1776 als Tochter von Julien-Michel Marais und Michelle-Reine Fauvel in Lorient geboren. 1790 kam sie im Gefolge des Marquis de la Fayette zur Ile de France. Am 3. März 1797 heiratete sie Julien-Désiré Schmaltz in Port-Nord-Ouest (Port-Louis), Ile de France.
Am 3. April 1798 wurde ihre Tochter Eliza Louise Schmaltz geboren, während ihr Mann auf Java war. Zu dieser Zeit litt sie das erste Mal an Depressionen. Nach dem Frieden von Amiens 1802 zogen Reine und ihre Tochter ebenfalls nach Java.
Julien-Désiré Schmaltz wurde 1816 zum Gouverneur des Senegal ernannt. Eine neuerliche Depressionsattacke, die seine Frau seit einem Jahr hatte, verhinderte den Start der Reise in den Senegal.
Am 17. Juni 1816 bestieg die Familie Schmaltz die Fregatte Méduse in Rochefort. Es wurde später im Prozess von neueren Depressionen der führenden Frau an Bord, Reine-Renée Schmaltz, berichtet. Um sie aufzuheitern, nahm Kommandant Hugues Duroy de Chaumareys Kurs auf Madeira, dennoch bezweifelte selbst die der Schifffahrt unkundige Reine Schmaltz die Reisepläne des Kommandanten.
Nach dem Schiffbruch der Méduse am 2. Juli 1816 auf der Arguin-Sandbank wurde ein Floß gezimmert. In der Hauptschaluppe, die das Floß abschleppen sollte, saß neben Chaumereys auch die Familie Schmaltz. Einer der Floß-Überlebenden, der Chirurg Henri Savigny, gibt später zu Protokoll:

« Dans la confusion qui n'avait cesser de régner "seules deux femmes parurent supérieures à la terreur du désastre: Mme Reine Schmaltz, la femme du gouverneur, et Mlle. Eliza Schmaltz, sa fille paraissaient insensibles et comme étrangères à tous ces événements. »

„In der herrschenden unendlichen Verwirrung, schienen nur zwei Frauen dem Schrecken der Katastrophe gewachsen: Frau Reine Schmaltz, die Frau des Gouverneurs, und Frau Eliza Schmaltz, ihre Tochter, erschienen unberührt und wie Aussenstehende gegenüber den Ereignissen.“

Am 8. Juli wurde die Barkasse etwa 35 Seemeilen von Saint-Louis entfernt von der „Echo“ entdeckt. Unbeschadet landete Familie Schmaltz am 9. Juli im Sengal.
Später ging Reine Schmaltz mit ihrem zum Generalkonsul ernannten Mann in die Türkei nach Smyrna, dem heutigen Izmir. Ihre Tochter blieb unverheiratet.

## Rezeption
Reine Schmaltz ist die weibliche Hauptfigur in Romanen zum Floß der Medusa, so in Franzobels Das Floß der Medusa und in Jonathan Miles’ Medusa: The Shipwreck, The Scandal, The Masterpiece.
Im Film Le radeau de la Méduse (1998) wird Reine Schmaltz von Claude Jade gespielt.

## Grab
Das Grab von Julien-Désiré, Reine-Renée und Eliza-Louise Schmaltz ist auf dem Pariser Cimetière de Montmartre.